# Mounir Daifi
Mounir Daifi (arab. منير الضيفي, ur. 24 grudnia 1979) – marokański piłkarz, grający jako pomocnik.

## Kariera klubowa

### Difaâ El Jadida
Jego pierwszym klubem była Difaâ El Jadida, gdzie dołączył 1 lipca 2004 roku. W sezonie 2009/2010 zagrał tam 8 meczów ligowych. Sezon 2010/2011 zakończył z 5 meczami na koncie.

### Chabab Rif Al Hoceima
1 lipca 2011 roku został zawodnikiem Chabab Rif Al Hoceima. W tym klubie zadebiutował 25 sierpnia 2011 roku w meczu przeciwko FAR Rabat (0:0). Zagrał cały mecz. Pierwszą asystę zaliczył 25 września 2011 roku w meczu przeciwko Hassanii Agadir (5:0). Asystował przy bramce Arnauda Nsemena z 41. minuty. Pierwszą bramkę strzelił 11 marca 2012 roku w meczu przeciwko Ittihadowi Khémisset (wygrana 3:1). Do siatki trafił w 67. minucie z rzutu wolnego. W sumie zagrał 22 mecze, strzelił dwie bramki i miał trzy asysty.

### Dalsza kariera
25 grudnia 2012 roku podpisał kontrakt z KAC Kénitra. 13 sierpnia 2013 roku został zawodnikiem Raja Beni Mellal. 1 czerwca 2015 roku zakończył karierę.